# Heti TV
A Heti TV egy körzeti magyar közösségi televíziós csatorna, amely 2016. december 1-jén indult.

## Előzmények
A televíziózási szokások kezdenek kissé átalakulni, aminek értelmében a nagy, jelentős nézettséggel bíró csatornák mellett, kezd igény mutatkozni a kisebb, valamelyest tematikus televíziók iránt. Ezek egyrészt igyekeznek teljesíteni a „szokásos” feladatait egy televíziónak, azaz tájékoztatnak, szórakoztatnak, ismereteket adnak át, azonban e feladatok mellett egy egészen más és kiemelten fontos ismérvük is van: képesek közösséget építeni, fejleszteni – nyilatkozta Breuer Péter, a Heti TV alapítója.
A Heti TV egy teljesen új szemléletű televízió, amely – már nevéből adódóan is – az emberiség történetének egyik legfontosabb könyvére, a Tórára, a hetiszakaszokra épül. A Heti TV mégsem egy vallási műsor, hanem egy állandóan jelen levő, mindennap sugárzó televízió. A Heti TV műsorpolitikája: „zsidókról is, nem csak zsidóknak”.

## Címe
1075 Budapest, Wesselényi utca 17.

## Vételi lehetőségek
- MindigTV - digitális földfelszíni sugárzás, Mindig TV Extra Alapcsomag
- Telekom - műholdas sugárzás, Sat TV Szuper Családi HD csomag (Amos 3 műhold; 11389 H; DVB-S2/8PSK; MPEG-4; 30000; 3/4)
- MindiGO TV - online (ingyenes)
- Telekom - kábeltévé, IPTV Szuper Családi HD csomag, IPTV Szuper Családi Mozi csomag
- Flip - kábeltévé, Alapcsomag
- Vodafone (volt UPC) - kábeltévé, TV Premium csomag, 556-os programhely, (2020.09.01-től országosan)
- Digi - kábeltévé, Budapest valamennyi kerületében és a környező településeken (2023.08.01-től országosan[2])
- Itt/Ott TV - online (előfizetéses)[halott link]

## Műsorai
- A Hét Embere
- A hétórás vendég
- Autókoktél
- A világ zsidó szemmel
- Erzsébetvárosi magazin
- Franciapolitika
- Heti Jazz
- Heti kortárs
- Heti Libazsír
- Heti licit
- Heti vizit
- Hetiszakasz
- Heti TV Híradó, World News, Nachrichten, חדשות בעברית, Noticias en español
- Heti Jégbüfé
- Kívánságszolgálat Dr. Klement Zoltánnal
- Kormányinfo
- Kulturfelelős
- Külpolitikai kitekintő
- Párbeszéd az emberért, az egyházak szerepe a mai társadalomban
- Reggeli ima
- Pilpul
- Pirkadat
- Volt egyszer

## Műsorvezetők
- Breuer Péter
- Cabello Colini Bori
- Diósi Zsófia
- Dr. Klement Zoltán
- Gayer Ferenc
- Gyarmati István
- M. Kende Péter
- Mohácsi Nóra
- Rangos Katalin
- Schmuck Andor
- Sebes György
- Soós Eszter Petronella
- Szegvári Katalin